# Comahuesuchus
Comahuesuchus is een geslacht van uitgestorven notosuchische Crocodylomorpha uit de Bajo de la Carpa-formatie uit het Santonien van Argentinië. 

## Naamgeving
Het werd benoemd en beschreven door paleontoloog José Bonaparte in 1991. De typesoort is Comahuesuchus brachybuccalis. De geslachtsnaam verwijst naar de regio Comahue. De soortaanduiding betekent 'met de korte muil'.
Het holotype van Comahuesuchus brachybuccalis is MUCPv-202. Het bestaat uit een schedel met onderkaken.

## Beschrijving
De schedel is maar zo'n tien centimeter lang. De snuit is zeer kort en breed met een tongvormig profiel in bovenaanzicht en een bol profiel in zijaanzicht. De zeer grote oogkassen vormen liggende ovalen die schuin naar boven gericht zijn. De balk van de voorhoofdsbeenderen is veel smaller dan die van de wandbeenderen, mede door erg kleine bovenste slaapvensters.
De achterste tanden van het dentarium passen in een diasteem in de achterste maxillaire tandenrij. Bij de meeste verwanten liggen zulke diastemen voor in de kaken. De afwijkende achterwaartse positie hangt samen met de breedte van de snuit die de voorste tanden te sterk naar binnen brengt om ze een vangfunctie te laten uitoefenen.

## Fylogenie
Comahuesuchus heeft de clade Comahuesuchidae zijn naam gegeven. Sereno et alii (2003) suggereerde dat Comahuesuchus en Anatosuchus beide comahuesuchiërs zijn, maar werk van Martinelli en Andrade et alii (2006), heeft gesuggereerd dat Anatosuchus minor geen comahuesuchide is. Comahuesuchus lijkt in plaats daarvan nauwer verwant aan Mariliasuchus.